# Het plezante kliekske
Het plezante kliekske is het 79ste stripverhaal van Jommeke. De reeks wordt getekend door striptekenaar Jef Nys.

## Verhaal
Dit Jommekesalbum is een verzameling gags. Elke pagina is een gag.